# Gwoźnica Górna (gromada)
Gwoźnica Górna (od 31 XII 1961 Gwoźnica Dolna) – dawna gromada, czyli najmniejsza jednostka podziału terytorialnego Polskiej Rzeczypospolitej Ludowej w latach 1954–1972.
Gromady, z gromadzkimi radami narodowymi (GRN) jako organami władzy najniższego stopnia na wsi, funkcjonowały od reformy reorganizującej administrację wiejską przeprowadzonej jesienią 1954 do momentu ich zniesienia z dniem 1 stycznia 1973, tym samym wypierając organizację gminną w latach 1954–1972.
Gromadę Gwoźnica Górna z siedzibą GRN w Gwoźnicy Górnej utworzono – jako jedną z 8759 gromad na obszarze Polski – w powiecie rzeszowskim w woj. rzeszowskim na mocy uchwały nr 32/54 WRN w Rzeszowie z dnia 5 października 1954. W skład jednostki weszły obszary dotychczasowych gromad Gwoźnica Dolna i Gwoźnica Górna ze zniesionej gminy Niebylec w tymże powiecie.
13 listopada 1954 gromada weszła w skład nowo utworzonego powiatu strzyżowskiego, gdzie ustalono dla niej 23 członków gromadzkiej rady narodowej.
31 grudnia 1961 do gromady Gwoźnica Górna włączono wieś Konieczkowa z gromady Niebylec w tymże powiecie, po czym gromadę Gwoźnica Górna zniesiono przez przeniesienie siedziby GRN z Gwoźnicy Górnej do Gwoźnicy Dolnej i zmianę nazwy jednostki na gromada Gwoźnica Dolna.